# Enter (album de Within Temptation)
Enter este albumul de debut al formației olandeze de metal simfonic/gotic Within Temptation. Într-un interviu acordat publicației olandeze Starfacts Robert Westerholt declara că procesul de imprimare a discului a fost „o experiență plăcută și foarte profesionistă”. Lansarea oficială a materialului Enter a avut loc la data de 7 aprilie 1997, fiind precedată de publicarea primului disc single al formației, intitulat „Restless”. Albumul a stârnit aprecierile criticilor de specialitate, care remarcau vocea „catifelată” a lui Sharon den Adel, dar și orchestrațiile specifice muzicii metal, influențată de stilurile gotic și simfonic. Recenzorii au aclamat dialogul vocal dintre Robert Westerholt (voce agresivă) și Sharon den Adel (soprană), „care te duc cu gândul la Theatre of Tragedy sau Orphanage, dar clapele și orchestrațiile ample conferă pieselor o tentă simfonică.” Atât Enter, cât și „Restless” au evoluat mediocru în clasamentele de specialitate din Olanda, neavând parte de promovare adiacentă lansării lor.

## Ordinea pieselor pe disc
Versiunea standard
1. „Restless” — 6:08
2. „Enter” — 7:15
3. „Pearls of Light” — 5:15
4. „Deep Within” — 4:30
5. „Gatekeeper” — 6:43
6. „Grace” — 5:10
7. „Blooded” — 3:38
8. „Candles” — 7:07